# Copa Mundial de Fútbol de 1930
La Copa Mundial de la FIFA Uruguay 1930 fue la primera edición del Campeonato Mundial de Fútbol organizado por la FIFA. Se desarrolló en Uruguay entre el 13 y el 30 de julio de 1930. La FIFA decidió entregar la organización del torneo a Uruguay en conmemoración del centenario de la Jura de la Constitución, que la nación celebraba durante julio de ese mismo año, entre otros motivos.
En el torneo participaron 13 selecciones nacionales (12 invitadas más el organizador), divididas en 4 grupos: 3 grupos de 3 equipos y un grupo de 4 equipos. Los primeros dos encuentros en la historia de la Copa Mundial tuvieron lugar simultáneamente el 13 de julio, fecha en la que Estados Unidos se impuso a Bélgica por 3:0, mientras que Francia superó a México por 4:1. El primer tanto de la competición fue anotado por el jugador francés Lucien Laurent.
Las selecciones de Argentina, Estados Unidos, Uruguay y Yugoslavia accedieron a las semifinales tras imponerse en sus respectivos grupos. En la final, el anfitrión Uruguay venció a Argentina por 4:2. 

## Antecedentes
Desde la fundación de la FIFA en 1904, se planteó la posibilidad de realizar un torneo a nivel mundial. Sin embargo, la recién formada organización no contaba con los recursos y la infraestructura necesaria para semejante evento. Así, pidieron apoyo al Comité Olímpico Internacional, que en 1906 aceptó la inclusión del fútbol en sus eventos deportivos. En 1914, la FIFA reconoció oficialmente al torneo disputado en los Juegos Olímpicos como un «campeonato mundial de fútbol para aficionados», tomando la responsabilidad de organizarlo durante las siguientes tres citas Olímpicas: desde 1920 a 1928. Hasta esa fecha, la organización del certamen de fútbol olímpico estuvo a cargo de asociaciones nacionales, tales como la Asociación del Fútbol de Inglaterra en 1908 y la Asociación Sueca de Fútbol en 1912. La restricción olímpica de limitarse a los deportistas aficionados hizo que muchos países no pudieran contar con sus jugadores profesionales y llevó incluso a que algunos países, como Reino Unido y Dinamarca, decidieran no participar.
La lista preliminar de deportes en los Juegos Olímpicos de Los Ángeles 1932 no incluía el fútbol, por lo que la FIFA y el Comité Olímpico Internacional discreparon hasta el punto de que finalmente no se incluyera. El 26 de mayo de 1928 se realizó un Congreso de la FIFA en Ámsterdam, donde se votó la creación de un torneo especializado, independiente de los Juegos Olímpicos, abierto a los miembros de la FIFA y en el cual se permitiese el profesionalismo. La propuesta salió adelante con 25 votos a favor y 5 en contra, por lo que hubo que elegir la sede. Esta fue también la única Copa Mundial en la que no hubo ningún proceso de eliminatorias para poder participar.

## Sede

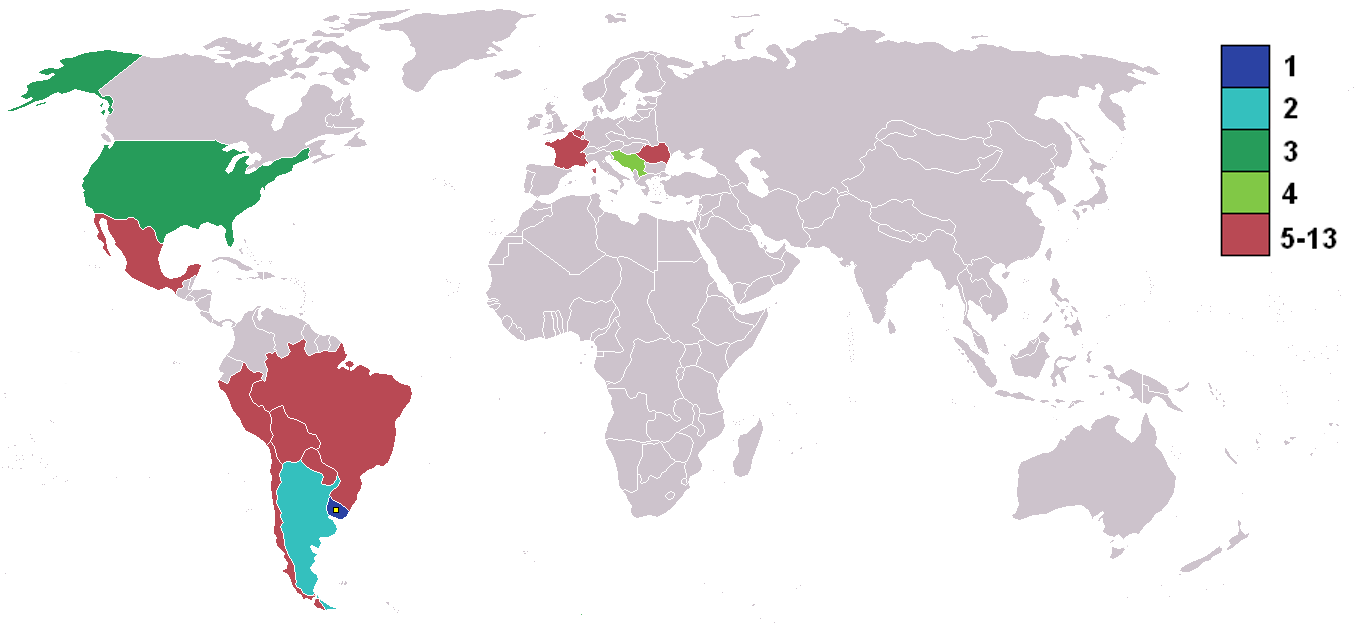
Países participantes en el torneo, coloreados de acuerdo a sus resultados en el torneo.

Rápidamente, varios países europeos presentaron su candidatura (Italia, Hungría, Países Bajos, España y Suecia), junto a la de Uruguay, en América del Sur. Jules Rimet, presidente de la FIFA en esos años, estaba a favor de la propuesta sudamericana. Uruguay se encontraría a la fecha del Mundial celebrando el centenario de la Jura de la Constitución (18 de julio de 1830), había obtenido de forma consecutiva la medalla de oro en los Juegos Olímpicos de 1924 y 1928, tenía planes para la construcción de un nuevo estadio, y las autoridades del país habían ofrecido pagar los gastos de los participantes. Además, las consecuencias de la Primera Guerra Mundial aún no se habían disipado completamente en el continente europeo, por lo que la preferencia por Uruguay serviría también para alentar a la paz mundial.
Al ver que probablemente el torneo se adjudicaría al pequeño país del sur, los candidatos europeos declinaron su candidatura, lo que favoreció a Italia. Sin embargo, el discurso del delegado argentino Adrián Beccar Varela, en el que promovía la candidatura de su país vecino, obligó al retiro de Italia. Se eligió a Uruguay por unanimidad como sede del torneo y se confirmó en el congreso de la FIFA de Barcelona en 1929. Para premiar al campeón, el escultor francés Abel Lafleur creó el trofeo «Diosa de la Victoria», más tarde llamado Copa Jules Rimet.

## Equipos participantes
Tras la adjudicación del torneo a Uruguay, el Comité Organizador repartió las invitaciones de los 16 cupos para el torneo. Ha sido la única edición de la Copa del Mundo sin fase clasificatoria. Todos los países afiliados a la FIFA fueron invitados a competir, teniendo como fecha límite para su respuesta el 28 de febrero de 1930. Con ganas de mostrar su interés en la competición, los países americanos de Argentina, Brasil, Bolivia, Chile, Estados Unidos, México, Paraguay y Perú aceptaron la invitación. En total fueron 7 países sudamericanos, más que en cualquier otra edición.
Sin embargo, hubo un notable rechazo entre los países europeos. Argumentaron su ausencia debido a los altos costos que implicaba el viaje en barco a través del océano Atlántico y la grave crisis económica que había afectado al mundo en el último año. Los uruguayos se ofrecieron a pagar todos los gastos involucrados y compensar a los equipos de fútbol profesional por la ausencia de sus jugadores. A pesar de ello, la mayoría siguió rechazando la invitación y asistieron en el mismo mes a la Copa de las Naciones entre clubes en Suiza. La Asociación Uruguaya de Fútbol envió una carta de invitación a la Asociación de Fútbol de Inglaterra, pero su comité rechazó la propuesta el 18 de noviembre de 1929. Dos meses antes del comienzo del torneo, ningún equipo europeo confirmó su presencia.
Finalmente Francia, Bélgica, Yugoslavia y Rumania asistieron a la cita en Montevideo. Francia lo hizo debido a la presión ejercida por Jules Rimet, aunque no acudieron Manuel Anatol, una de las figuras deportivas más sobresalientes de aquel país, ni el entrenador Gaston Barreau. Rimet también solicitó ayuda en persona al rey Carlos II de Rumania. El monarca obligó a la participación de sus jugadores, los cuales fueron elegidos al azar personalmente por el Rey en una empresa petrolera rumana. Los belgas, por su parte, participaron por la insistencia del vicepresidente de la FIFA, Rudolf Seedrayers.
Los rumanos embarcaron en Génova (Italia), en el SS Conte Verde. Los franceses lo hicieron en Villefranche-sur-Mer el 21 de junio y los belgas en Barcelona (España). El Conte Verde también llevó a Rimet, el trofeo y los tres árbitros europeos designados: Jean Langenus, Henri Christophe y Thomas Balway. Los yugoslavos viajaron en el buque de vapor Florida desde Marsella (Francia). Durante el viaje en barco no hubo nada reseñable, salvo algunas quejas de los jugadores por no haber podido entrenar con normalidad, ya que el gimnasio del barco y el puente eran poco espaciosos. Los brasileños embarcaron en Río de Janeiro el 29 de junio y arribaron a Uruguay el 4 de julio. Uruguay solicitó la ayuda a sus países vecinos para organizar el torneo. Aun cuando invitó a todos los países, muchos se negaron a pagar la suma de dinero solicitada como apoyo a la organización. El resto de árbitros fueron los uruguayos Ricardo Vallarino, Aníbal Tejada, Francisco Matteucci y Domingo Lombardi, el argentino José Macias, el brasileño Gilberto de Almeida Rêgo, el boliviano Ulises Saucedo y el chileno Alberto Warnken.
| Equipos participantes | Equipos participantes | Equipos participantes | Equipos participantes |
| --------------------- | --------------------- | --------------------- | --------------------- |
| Argentina             | Chile                 | México                | Rumania               |
| Bélgica               | Estados Unidos        | Paraguay              | Uruguay               |
| Bolivia               | Francia               | Perú                  | Yugoslavia            |
| Brasil                |                       |                       |                       |

El torneo originalmente se iba a jugar con 16 naciones pero Japón y Siam renunciaron a sus invitaciones por los largos viajes. Egipto, a pesar de sus mejores esfuerzos por llegar, perdió el barco programado que los habría llevado a Sudamérica.

## Formato
Debido al rechazo de los países europeos a viajar, la competición redujo el número de participantes de 16 a 13. La idea original fue un torneo por eliminación directa, pero con 13 participantes los organizadores decidieron que los equipos se dividirían en cuatro grupos, a través de un sistema de liga, de los que el campeón de cada grupo se clasificaría para la siguiente fase. Curiosamente el sorteo para definirlos se hizo cuando todos los participantes desembarcaron a tierra uruguaya. El motivo fue tener la total seguridad que todos los conjuntos sorteados participarían en el Mundial. Además se quiso garantizar que ninguno de ellos renunciase a competir en el último momento si el sorteo no les era favorable.
En cada partido, el equipo ganador se adjudicaría dos puntos, el perdedor ninguno, y en caso de empate ambos recibirían un punto. Si al terminar la fase dos equipos estaban empatados a puntos en la primera plaza, se disputaría un partido de desempate. Los cuatro ganadores del grupo pasaron a una fase final con eliminación directa a partido único, en la que estaba previsto un tiempo extra en caso de empate. Se tuvieron en cuenta dos criterios para la formación de los grupos: mantener el mayor interés del campeonato y conceder a los demás equipos la posibilidad de realizar buenos partidos.
Los grupos del campeonato quedaron de la siguiente forma:
| Grupo 1   | Grupo 2    | Grupo 3 | Grupo 4        |
| --------- | ---------- | ------- | -------------- |
| Argentina | Bolivia    | Perú    | Bélgica        |
| Chile     | Brasil     | Rumania | Estados Unidos |
| Francia   | Yugoslavia | Uruguay | Paraguay       |
| México    |            |         |                |

## Sedes
Para el torneo, la intención de los organizadores era que todos los partidos se disputaran en un solo estadio, el Estadio Centenario, construido especialmente para la celebración de la Copa Mundial y como celebración del centenario de la independencia uruguaya. Fue diseñado por Juan Antonio Scasso, y Rimet lo llamó el «templo del fútbol». Con una capacidad para 90 000 espectadores, era el mayor estadio del mundo fuera de las islas británicas.
Sin embargo, las fuertes lluvias acaecidas en Montevideo antes de la inauguración impidieron que su construcción fuera finalizada a tiempo. Dada esta situación los organizadores se vieron obligados a buscar otros estadios para los primeros partidos: el Gran Parque Central (propiedad del Club Nacional de Football) y el Estadio Pocitos, escenarios donde se jugaron de manera simultánea los dos primeros partidos en la historia de la Copa Mundial. El Estadio Centenario fue oficialmente inaugurado el sexto día de competición y a partir de ese momento todos los partidos se jugaron ahí.
Como repercusión de las sedes participantes, el 18 de julio de 1983 la FIFA declaró al Estadio Centenario como "Monumento Histórico del Fútbol Mundial", siendo la única construcción de esta índole en todo el mundo. Asimismo, la FIFA también premió al Estadio Gran Parque Central por haber sido la sede del primer partido de la historia de los mundiales de fútbol: en el escenario se exhibe una placa conmemorativa del hecho.
Los estadios construidos para la cita mundialista se listan en cursiva.
| Montevideo                                                     | Montevideo                  | Montevideo       |
| -------------------------------------------------------------- | --------------------------- | ---------------- |
| Estadio Centenario                                             | Estadio Gran Parque Central | Estadio Pocitos  |
| Capacidad: 90.000                                              | Capacidad: 20.000           | Capacidad: 1.000 |
|                                                                |                             |                  |
| Distribución Geográfica en la Ciudad                           |                             |                  |
| Estadio Gran Parque Central Estadio Centenario Estadio Pocitos |                             |                  |

## Resumen del torneo

### Fase de grupos

#### Grupo 1

Guillermo Subiabre marca el gol con el que Chile venció a Francia.

Este grupo fue el único con 4 selecciones: Argentina, Chile, Francia y México. Dos días después de ganarle a México, los franceses se enfrentaron con uno de los equipos favoritos del grupo, Argentina. Durante el encuentro los galos se vieron mermados por las lesiones de sus jugadores. Laurent, después de una dura entrada de Luis Monti, estuvo cojeando la mayor parte del juego. Francia resistió casi todo el encuentro, pero en el minuto 81 Monti anotó de falta. A 6 minutos de finalizar, el árbitro Almeida Rêgo silbó erróneamente el final del encuentro cuando el francés Marcel Langiller tenía una clara ocasión de gol. Francia había jugado dos veces en 48 horas, mientras que Chile todavía no había disputado su primer partido. El día siguiente se enfrentó a México, ganando 3:0.
En el siguiente partido del grupo, entre argentinos y mexicanos, se produjo el primer penalti de la competición. El árbitro boliviano Ulises Saucedo llegó a señalar hasta cinco penaltis, algunos de ellos dudosos. Guillermo Stábile marcó una tripleta en su debut internacional con Argentina y ganaron 6:3, a pesar de la ausencia de su capitán Manuel Ferreira, que había vuelto a Buenos Aires para realizar un examen. La clasificación final se decidió en el partido que enfrentó a Argentina y Chile, ya que ambos habían derrotado a México y Francia. Hubo problemas durante el encuentro debido a una falta de Monti a Arturo Torres, pero finalmente Argentina se impuso por 3:1 y accedió a semifinales.

#### Grupo 2
En el segundo grupo se enfrentaron Brasil, Bolivia y Yugoslavia. Los brasileños eran los favoritos para pasar de ronda, pero en el partido inaugural perdieron 1:2 ante Yugoslavia. Antes del torneo, Bolivia todavía no había ganado ningún partido internacional, y los dos encuentros que disputó fueron muy similares: realizaron un comienzo prometedor, pero después fueron goleados (4:0) y Yugoslavia se metió a las semifinales. El encuentro entre Bolivia y Brasil se disputó para el honor, pues ambos estaban eliminados, y el resultado fue idéntico con victoria de los brasileños.

#### Grupo 3

Ion Lǎpuşneanu de Rumania frente a Julio Lores de Perú, durante el encuentro entre ambas selecciones.

El anfitrión, Uruguay, se enfrentó  en el mismo grupo ante Perú y Rumania. En el partido inaugural del grupo se produjo la primera expulsión de la historia de la Copa Mundial, fue al peruano Plácido Galindo en el enfrentamiento ante Rumania. Los rumanos aprovecharon esta superioridad numérica para imponerse por 3:1. Este partido es el que menos afluencia de público ha tenido en la historia de la Copa Mundial. La asistencia fue de 2459 personas.
Debido al retraso en la construcción del Estadio Centenario, Uruguay no disputó su primer encuentro hasta pasados cinco días del comienzo. Cuando por fin pudo jugarse, este fue precedido por una gran ceremonia. El equipo uruguayo había estado las cuatro semanas anteriores en un campo de entrenamiento con una estricta disciplina, lo que demuestra el hecho de que el portero Andrés Mazali fuese expulsado del equipo tras romper el toque de queda para ir a visitar a su esposa. 100 años después de la creación de la primera Constitución de Uruguay el equipo ganó en un partido igualado a Perú por 1:0. La prensa de Uruguay dijo al respecto que había sido una presentación pobre de su equipo. Sin embargo, en el segundo partido ante Rumania, ganaron por 4:0.

#### Grupo 4

Imágenes del encuentro entre Bélgica y Estados Unidos.

En este grupo dominó Estados Unidos, a pesar de contar con varios debutantes. En su primer encuentro ganaron a Bélgica por 3:0. Este resultado sorprendió en el país y el periódico Imparcial dijo sobre ello que «el amplio marcador de los estadounidenses había sorprendido a los expertos». Los diarios belgas se quejaron del estado del terreno de juego, de las decisiones arbitrales y de que el segundo gol se produjo en fuera de juego. El segundo partido del grupo se disputó con mucho viento, y en él se produjo la primera tripleta del torneo, anotada por Bert Patenaude de Estados Unidos ante Paraguay.
Hasta el 10 de noviembre de 2006 se creía que la primera tripleta en una Copa Mundial había sido anotada por Guillermo Stábile de Argentina. Sin embargo, la FIFA admitió en esta fecha que el gol atribuido a Tom Florie había sido realmente de Patenaude, y que ya era reconocido por algunos autores especializados. Tras haberse asegurado Estados Unidos la primera posición, se disputó el partido final entre Paraguay y Bélgica, que terminó 1:0.

### Semifinales

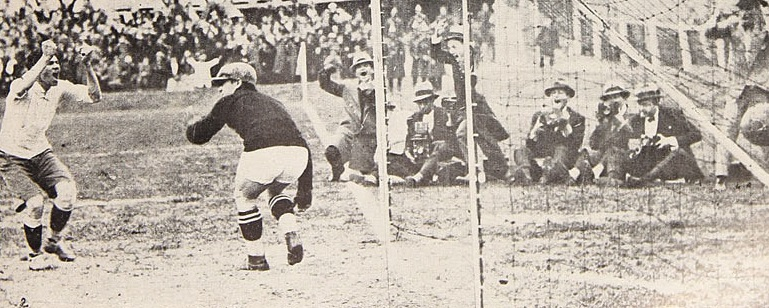
José Pedro Cea marcó el primer tanto de Uruguay frente a Yugoslavia.

En esta fase se enfrentaron en el primer partido Argentina y Estados Unidos. La primera parte terminó 1:0 con gol de Monti para los argentinos. Los estadounidenses no se destacaron tanto en la segunda parte y fueron derrotados finalmente por 6:1.
En la segunda semifinal se enfrentaron los anfitriones ante Yugoslavia, que logró adelantarse en el marcador gracias a un gol de Vujadinović. Sin embargo, Uruguay reaccionó y consiguió ganar 6:1 con una tripleta de José Pedro Cea.

### Tercer y cuarto puesto
El partido por la tercera posición no se instauró hasta la Copa Mundial de Fútbol de 1934, por lo que la edición de 1930 es la única en la que no se celebró. En algunas ocasiones, ciertas fuentes —como el boletín de la FIFA en 1984— han citado erróneamente que dicho resultado fue de 3:1 para Yugoslavia. Otras fuentes, como un libro de Hyder Jawad de 2009, citaron el intento de celebración de dicho partido, al cual renunció Yugoslavia como queja por el arbitraje de su partido anterior ante Uruguay. Un informe del comité técnico de la FIFA en 1986 incluyó una clasificación de todos los equipos que habían disputado una Copa Mundial, en la cual aparecía Estados Unidos en 3.ª posición y Yugoslavia en 4.ª. Dicha posición continúa utilizándose por la FIFA desde entonces.
En 2010, el hijo de Kosta Hadži, jefe de la delegación yugoslava en la Copa Mundial de 1930, anunció que Yugoslavia había sido galardonada con la medalla de bronce durante dicha competición y que él mismo y su familia la habían guardado durante 80 años. Según estos datos, Yugoslavia había obtenido dicha medalla por haber sido derrotado por los campeones en la semifinal. Sin embargo, el origen y autenticidad de dicha medalla no han sido todavía reconocidos.

### Final

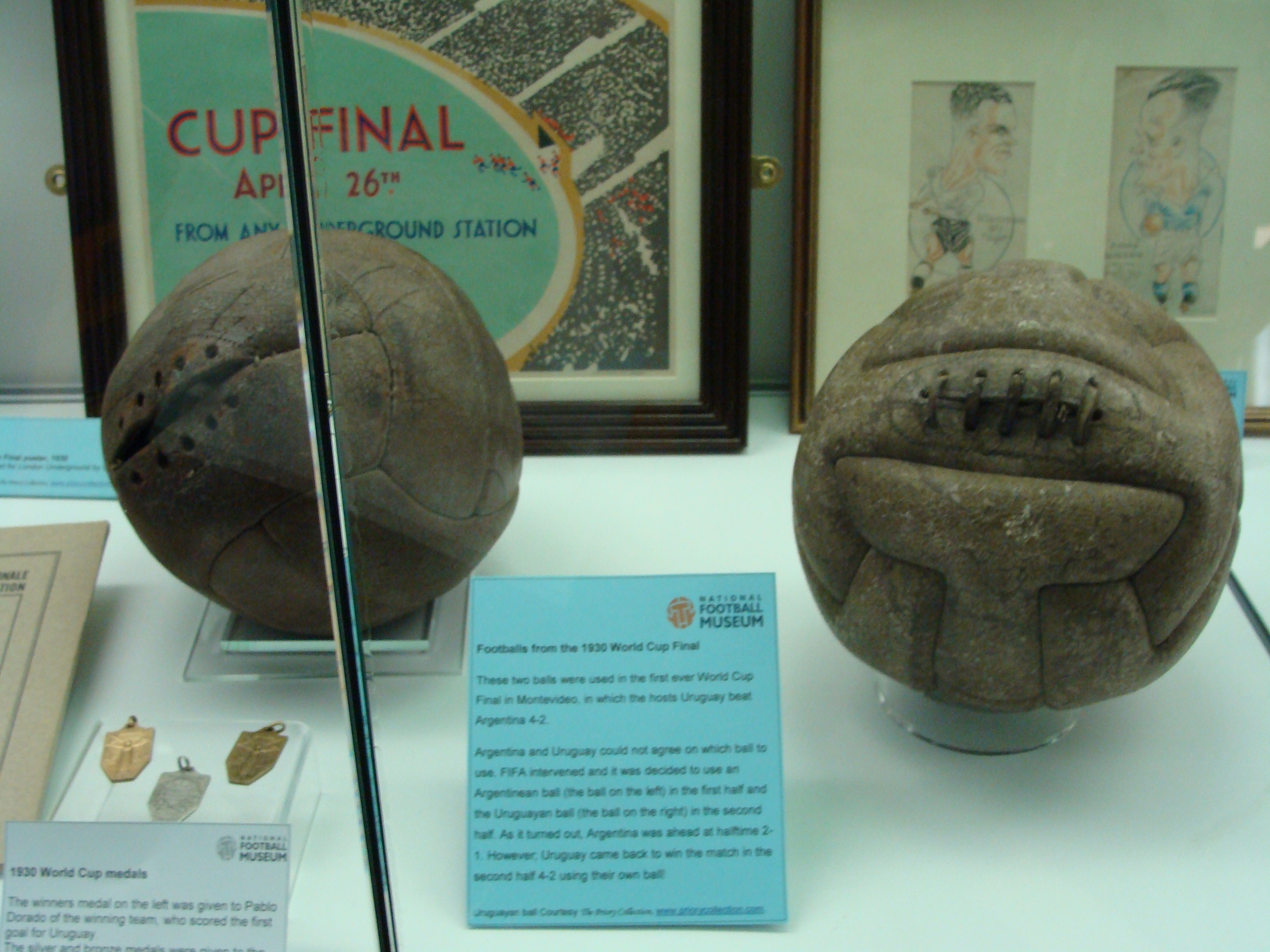
Balones con los que se disputó la final de la Copa Mundial de 1930.

La final se disputó en el Estadio Centenario el 30 de julio. Las puertas del estadio se abrieron a las 8:00 h, seis horas antes del inicio del partido, y ya al mediodía estaba lleno. La asistencia oficial registró 93 000 espectadores. Debido a la tensión por la rivalidad existente, el colegiado belga John Langenus exigió precauciones policiales excepcionales. Se estima que entre 10 000 y 15 000 argentinos hicieron el viaje hasta Montevideo para presenciar la final. Cada equipo quería jugar con su propio balón por lo que el árbitro lo resolvió lanzando una moneda al aire. La final se jugó con el balón argentino, pero también hay fuentes que aseguran que la primera mitad se jugó con la pelota argentina y la segunda con la uruguaya.
El árbitro fue el belga John Langenus, que aceptó pocas horas antes el encargo y con la condición de disponer de un barco en el puerto una hora antes del anuncio final, en caso de problemas de seguridad. Uruguay hizo un cambio en su alineación con respecto a la de las semifinales y Castro sustituyó a Anselmo, que estaba enfermo. El partido acabó 4:2 a favor de Uruguay (que iba perdiendo 1:2 al acabar el primer tiempo) y se adjudicaron el título de campeones del mundo. El día posterior a la final fue declarado fiesta nacional en Uruguay.
En Montevideo los festejos alternaban "la alegría del triunfo y el odio por todo lo que fuera argentino", con insultos y agresiones, incluyendo la colocación de la bandera argentina en un ataúd llevado a través de la avenida principal. El clima de agresión, llevó a que la Asociación Amateurs Argentina de Football rompiera relaciones con la Asociación Uruguaya de Football. En Buenos Aires, por otro lado, según el historiador Brian Glanville, la policía tuvo que disparar a una muchedumbre furiosa que intentaba asaltar la embajada uruguaya, sin aclarar la cantidad de muertos o heridos causados por la represión. Otras fuentes no mencionan el supuesto asalto contra la embajada uruguaya, sino un "grupo de exaltados" que arrojaron piedras contra el consulado, que fue reprimido por la policía, deteniendo a cuatro atacantes e hiriendo a uno.

## Resultados
- Los horarios corresponden a la hora de Montevideo (UTC-03:30)
- Leyenda: Pts: Puntos; PJ: Partidos jugados; PG: Partidos ganados; PE: Partidos empatados; PP: Partidos perdidos; GF: Goles a favor; GC: Goles en contra; Dif: Diferencia de goles.

### Primera fase

#### Grupo 1
| Selección | Pts. | PJ | PG | PE | PP | GF | GC | Dif. |
| --------- | ---- | -- | -- | -- | -- | -- | -- | ---- |
| Argentina | 6    | 3  | 3  | 0  | 0  | 10 | 4  | 6    |
| Chile     | 4    | 3  | 2  | 0  | 1  | 5  | 3  | 2    |
| Francia   | 2    | 3  | 1  | 0  | 2  | 4  | 3  | 1    |
| México    | 0    | 3  | 0  | 0  | 3  | 4  | 13 | –9   |

| 13 de julio de 1930                                                                                                 | Francia                                          | 4:1 (3:0) | México      | Estadio Pocitos, Montevideo                                 |                                                             |
| 15:00 | Laurent 19' · Langiller 40' · Maschinot 43', 87' | Reporte   | Carreño 70' | Asistencia: 4.444 espectadores Árbitro(s): Domingo Lombardi | Asistencia: 4.444 espectadores Árbitro(s): Domingo Lombardi |
| Lucien Laurent marcó el primer gol en la historia de los mundiales. Maschinot marcó el primer doblete en mundiales. |                                                  |           |             |                                                             |                                                             |

| 15 de julio de 1930 | Argentina | 1:0 (0:0) | Francia | Estadio Parque Central, Montevideo                       |                                                          |
| 16:00               | Monti 81' | Reporte   |         | Asistencia: 23 409 espectadores Árbitro(s): Almeida Rego | Asistencia: 23 409 espectadores Árbitro(s): Almeida Rego |

| 16 de julio de 1930                                                           | Chile                               | 3:0 (1:0) | México | Estadio Parque Central, Montevideo                          |                                                             |
| 14:45                                                                         | Vidal 3', 65' · M. Rosas 51' (a.g.) | Reporte   |        | Asistencia: 9.249 espectadores Árbitro(s): Henry Christophe | Asistencia: 9.249 espectadores Árbitro(s): Henry Christophe |
| Manuel Rosas fue el primer jugador en anotar un autogol en la Copa del Mundo. |                                     |           |        |                                                             |                                                             |

| 19 de julio de 1930 | Chile        | 1:0 (0:0) | Francia | Estadio Centenario, Montevideo                           |                                                          |
| 12:50               | Subiabre 65' | Reporte   |         | Asistencia: 2.000 espectadores Árbitro(s): Aníbal Tejada | Asistencia: 2.000 espectadores Árbitro(s): Aníbal Tejada |

| 19 de julio de 1930                                                                         | Argentina                                             | 6:3 (3:1) | México                              | Estadio Centenario, Montevideo                             |                                                            |
| 15:00                                                                                       | Stábile 8', 17', 80' · Zumelzú 12', 55' · Varallo 53' | Reporte   | M. Rosas 42' (pen.) 65' · Gayón 75' | Asistencia: 42 100 espectadores Árbitro(s): Ulises Saucedo | Asistencia: 42 100 espectadores Árbitro(s): Ulises Saucedo |
| Manuel Rosas fue el primer jugador en anotar por vía penal en un partido de copa del mundo. |                                                       |           |                                     |                                                            |                                                            |

| 22 de julio de 1930 | Argentina                       | 3:1 (2:1) | Chile        | Estadio Centenario, Montevideo                            |                                                           |
| 14:45               | Stábile 12', 13' · Evaristo 51' | Reporte   | Subiabre 15' | Asistencia: 41 459 espectadores Árbitro(s): Jean Langenus | Asistencia: 41 459 espectadores Árbitro(s): Jean Langenus |

#### Grupo 2
| Selección  | Pts. | PJ | PG | PE | PP | GF | GC | Dif. |
| ---------- | ---- | -- | -- | -- | -- | -- | -- | ---- |
| Yugoslavia | 4    | 2  | 2  | 0  | 0  | 6  | 1  | 5    |
| Brasil     | 2    | 2  | 1  | 0  | 1  | 5  | 2  | 3    |
| Bolivia    | 0    | 2  | 0  | 0  | 2  | 0  | 8  | –8   |

| 14 de julio de 1930 | Yugoslavia              | 2:1 (2:0) | Brasil        | Estadio Parque Central, Montevideo                        |                                                           |
| 12:45               | Tirnanić 21' · Beck 30' | Reporte   | Preguinho 62' | Asistencia: 24.059 espectadores Árbitro(s): Aníbal Tejada | Asistencia: 24.059 espectadores Árbitro(s): Aníbal Tejada |

| 17 de julio de 1930 | Yugoslavia                                       | 4:0 (0:0) | Bolivia | Estadio Parque Central, Montevideo                             |                                                                |
| 12:45               | Beck 60', 67' · Marjanovic 65' · Vujadinovic 85' | Reporte   |         | Asistencia: 18.306 espectadores Árbitro(s): Francisco Mateucci | Asistencia: 18.306 espectadores Árbitro(s): Francisco Mateucci |

| 20 de julio de 1930 | Brasil                                 | 4:0 (1:0) | Bolivia | Estadio Centenario, Montevideo                          |                                                         |
| 13:00               | Moderato 37', 73' · Preguinho 67', 83' | Reporte   |         | Asistencia: 25.466 espectadores Árbitro(s): John Balway | Asistencia: 25.466 espectadores Árbitro(s): John Balway |

#### Grupo 3
| Selección | Pts. | PJ | PG | PE | PP | GF | GC | Dif. |
| --------- | ---- | -- | -- | -- | -- | -- | -- | ---- |
| Uruguay   | 4    | 2  | 2  | 0  | 0  | 5  | 0  | 5    |
| Rumania   | 2    | 2  | 1  | 0  | 1  | 3  | 5  | –2   |
| Perú      | 0    | 2  | 0  | 0  | 2  | 1  | 4  | –3   |

| 14 de julio de 1930                                                       | Rumania                          | 3:1 (1:0) | Perú      | Estadio Pocitos, Montevideo                                |                                                            |
| 14:50                                                                     | Deșu 1' · Barbu 79' · Kovács 89' | Reporte   | Souza 75' | Asistencia: 2.549 espectadores Árbitro(s): Alberto Warnken | Asistencia: 2.549 espectadores Árbitro(s): Alberto Warnken |
| Plácido Galindo es el primer jugador en ser expulsado en copas mundiales. |                                  |           |           |                                                            |                                                            |

| 18 de julio de 1930 | Uruguay    | 1:0 (0:0) | Perú | Estadio Centenario, Montevideo                            |                                                           |
| 14:30               | Castro 60' | Reporte   |      | Asistencia: 57.735 espectadores Árbitro(s): Jean Langenus | Asistencia: 57.735 espectadores Árbitro(s): Jean Langenus |

| 21 de julio de 1930 | Uruguay                                         | 4:0 (4:0) | Rumania | Estadio Centenario, Montevideo                           |                                                          |
| 14:50               | Dorado 7' · Scarone 24' · Anselmo 30' · Cea 35' | Reporte   |         | Asistencia: 70.022 espectadores Árbitro(s): Almeida Rego | Asistencia: 70.022 espectadores Árbitro(s): Almeida Rego |

#### Grupo 4
| Selección      | Pts. | PJ | PG | PE | PP | GF | GC | Dif. |
| -------------- | ---- | -- | -- | -- | -- | -- | -- | ---- |
| Estados Unidos | 4    | 2  | 2  | 0  | 0  | 6  | 0  | 6    |
| Paraguay       | 2    | 2  | 1  | 0  | 1  | 1  | 3  | –2   |
| Bélgica        | 0    | 2  | 0  | 0  | 2  | 0  | 4  | –4   |

| 13 de julio de 1930 | Estados Unidos                          | 3:0 (2:0) | Bélgica | Estadio Parque Central, Montevideo                                |                                                                   |
| 15:00               | McGhee 23' · Florie 45' · Patenaude 69' | Reporte   |         | Asistencia: 18.346 espectadores Árbitro(s): José Bartolomé Macías | Asistencia: 18.346 espectadores Árbitro(s): José Bartolomé Macías |

| 17 de julio de 1930                                                                             | Estados Unidos          | 3:0 (2:0) | Paraguay | Estadio Parque Central, Montevideo                                |                                                                   |
| 14:45                                                                                           | Patenaude 10', 15', 50' | Reporte   |          | Asistencia: 18.306 espectadores Árbitro(s): José Bartolomé Macías | Asistencia: 18.306 espectadores Árbitro(s): José Bartolomé Macías |
| Bert Patenaude se convirtió en el primer jugador reconocido por la FIFA que marcó una tripleta. |                         |           |          |                                                                   |                                                                   |

| 20 de julio de 1930 | Paraguay        | 1:0 (1:0) | Bélgica | Estadio Centenario, Montevideo                                |                                                               |
| 15:00               | Vargas Peña 40' | Reporte   |         | Asistencia: 12.000 espectadores Árbitro(s): Ricardo Vallarino | Asistencia: 12.000 espectadores Árbitro(s): Ricardo Vallarino |

### Segunda fase
|  | Semifinales              | Semifinales |                          |   | Final | Final |
|  |                          |             |                          |   |       |       |
|  | 26 de julio − Montevideo |             |                          |   |       |       |
|  |                          |             |                          |   |       |       |
|  | Argentina                | 6           |                          |   |       |       |
|  | Argentina                | 6           | 30 de julio − Montevideo |   |       |       |
|  | Estados Unidos           | 1           |                          |   |       |       |
|  | Estados Unidos           | 1           | Uruguay                  | 4 |       |       |
|  | 27 de julio − Montevideo |             | Uruguay                  | 4 |       |       |
|  |                          | Argentina   | 2                        |   |       |       |
|  | Uruguay                  | Argentina   | 2                        | 6 |       |       |
|  | Uruguay                  |             |                          | 6 |       |       |
|  | Yugoslavia               | 1           |                          |   |       |       |
|  | Yugoslavia               | 1           |                          |   |       |       |

#### Semifinales
| 26 de julio de 1930 | Argentina                                                       | 6:1 (1:0) | Estados Unidos | Estadio Centenario, Montevideo                            |                                                           |
| 14:45               | Monti 20' · Scopelli 56' · Stábile 69', 87' · Peucelle 80', 85' | Reporte   | Brown 89'      | Asistencia: 72 886 espectadores Árbitro(s): Jean Langenus | Asistencia: 72 886 espectadores Árbitro(s): Jean Langenus |

| 27 de julio de 1930 | Uruguay                                            | 6:1 (3:1) | Yugoslavia     | Estadio Centenario, Montevideo                           |                                                          |
| 14:45               | Cea 18', 67', 72' · Anselmo 20', 31' · Iriarte 61' | Reporte   | Vujadinovic 4' | Asistencia: 79 867 espectadores Árbitro(s): Almeida Rego | Asistencia: 79 867 espectadores Árbitro(s): Almeida Rego |

#### Final
| 30 de julio de 1930                                                                        | Uruguay                                         | 4:2 (1:2) | Argentina                  | Estadio Centenario, Montevideo                            |                                                           |
| 14:15                                                                                      | Dorado 12' · Cea 57' · Iriarte 68' · Castro 89' | Reporte   | Peucelle 20' · Stábile 37' | Asistencia: 68 346 espectadores Árbitro(s): Jean Langenus | Asistencia: 68 346 espectadores Árbitro(s): Jean Langenus |
| Uruguay es el primer campeón del mundo. Fue el primer campeón que ganó todos sus partidos. |                                                 |           |                            |                                                           |                                                           |

|                             |
| Bandera de Uruguay          |
| Campeón Uruguay 1.er título |

## Estadísticas finales
| Equipo | Equipo         | Pts | PJ | PG | PE | PP | GF | GC | Dif | Rend   |
| ------ | -------------- | --- | -- | -- | -- | -- | -- | -- | --- | ------ |
| 1      | Uruguay        | 8   | 4  | 4  | 0  | 0  | 15 | 3  | +12 | 100 %  |
| 2      | Argentina      | 8   | 5  | 4  | 0  | 1  | 18 | 9  | +9  | 80,0 % |
| 3      | Estados Unidos | 4   | 3  | 2  | 0  | 1  | 7  | 6  | +1  | 66,6 % |
| 4      | Yugoslavia     | 4   | 3  | 2  | 0  | 1  | 7  | 7  | 0   | 66,6 % |
| 5      | Chile          | 4   | 3  | 2  | 0  | 1  | 5  | 3  | +2  | 66,6 % |
| 6      | Brasil         | 2   | 2  | 1  | 0  | 1  | 5  | 2  | +3  | 50,0 % |
| 7      | Francia        | 2   | 3  | 1  | 0  | 2  | 4  | 3  | +1  | 33,3 % |
| 8      | Rumania        | 2   | 2  | 1  | 0  | 1  | 3  | 5  | –2  | 50,0 % |
| 9      | Paraguay       | 2   | 2  | 1  | 0  | 1  | 1  | 3  | –2  | 50,0 % |
| 10     | Perú           | 0   | 2  | 0  | 0  | 2  | 1  | 4  | –3  | 0,00 % |
| 11     | Bélgica        | 0   | 2  | 0  | 0  | 2  | 0  | 4  | –4  | 0,00 % |
| 12     | Bolivia        | 0   | 2  | 0  | 0  | 2  | 0  | 8  | –8  | 0,00 % |
| 13     | México         | 0   | 3  | 0  | 0  | 3  | 4  | 13 | –9  | 0,00 % |

## Goleadores
| Jugador                | Selección      | Goles |
| ---------------------- | -------------- | ----- |
| Guillermo Stábile      | Argentina      | 8     |
| José Pedro Cea         | Uruguay        | 5     |
| Bert Patenaude         | Estados Unidos | 4     |
| Juan Peregrino Anselmo | Uruguay        | 3     |
| Ivan Beck              | Yugoslavia     | 3     |
| Carlos Peucelle        | Argentina      | 3     |
| Preguinho              | Brasil         | 3     |

NOTA: Datos de partidos y goleadores obtenidos según informes de la FIFA. Sin embargo, existen ciertos datos cuestionados.